# たたら館
たたら館（たたらかん）は、かつて岩手県久慈市に存在した砂鉄資料館。1986年10月に久慈砂鉄の会が中心となって開館したが、建物老朽化のため2008年1月11日に閉館。
たたらとは、鉄を精錬する場所のことをいい、久慈地方は大量の砂鉄があり、江戸時代日本の二大産鉄地として、江戸市場を制覇したことがある。
この資料館では江戸時代のたたら製鉄から川崎製鉄（現・JFEスチール）久慈工場での製鉄の歴史、製鉄品や密銭、鉄山の存在を明示した位置図や鉄瓶などが展示されている。
川崎製鉄久慈工場は昭和40年代後半に閉鎖されたが、それまでの間日本で唯一砂鉄製鉄を行っていた。工場閉鎖の際、川崎製鉄は久慈工場の敷地を久慈市に寄贈、久慈市は寄贈された土地を「川崎町」と命名した。また川崎製鉄はたたら館開館の際にも多数の資料を提供した。
なお、砂鉄を使った久慈市の土産品として、久慈砂鉄鍋（天ぷら鍋・すき焼き鍋）があり、1961年5月20日、宮内庁に献上、御嘉納の栄誉に浴している。

## 所在地
- 岩手県久慈市大川目

## 施設概要
- 駐車場 - 20台
- 入場料 - おとな300円、中学生200円、小学生100円
- 営業時間 - 要予約